# ドラム・ワークショップ
ドラム・ワークショップ (Drum Workshop)、略称：DWは、カリフォルニアのドラム・ドラム用ハードウェアメーカー。社是は「ドラマーの選択」(The Drummer's Choice)。

## 沿革
1972年にドン・ロンバーディによってレッスンスタジオとして設立され、初期はプライベートレッスンやワークショップが開催されていた。その後、ロンバーディと当時レッスン生であったジョン・グッド（現COO）が施設の運営資金を得るため、ドラム関連商品の販売を開始した。
最初に製作されたDWの製品は、ロンバーディがかねてから考えていた高さ調整が可能なスツールであった。この製品の需要は高く、Camcoの製造機器を購入し、ドラム関連のハードウェア製作がDWの主なビジネスとなった。Camcoの影響は今日のDWの特徴的なチューニングキーからも見て取れる。これはもともとジョージ・H・ウェイによってデザインされ、ジョージ・ウェイ・ドラムとともに販売されたものだった。次に有名になった商品は5000シリーズと呼ばれるナイロンストラップを用いたバスドラム用のフットペダルであった。この商品はCamcoのペダルにDWの名前が書かれたにすぎなかった。このシリーズには、ツインペダルやリモートハイハットスタンドも加わった。その後さまざまな製品の追加を経て、トミー・リーが最初のDWの完全なエンドーサーとなった。自身のペダルの調整に店を訪れたとき、DWのドラムセットのプロトタイプに触れたことがきっかけであった。
2022年9月、シンセサイザーや電子ドラムなどの電子楽器を製造販売するローランドにより、6500万ドル（約90億円）で買収され、翌10月に同社の傘下に入った。
2023年11月25日、一台でアコースティック・ドラム／電子ドラムどちらでも演奏可能な世界初のコンバーチブル・ドラム・キット『DWe』を発売。

## 主な使用ミュージシャン
出典：
- アンディ・ハーレイ（フォール・アウト・ボーイ）
- エイブラハム・ラボリエル・ジュニア（ポール・マッカートニー）
- アキレス・プリースター（HANGAR、プライマル・フィア、アングラ）
- ウォルフレッド・レイエス Jr.（シカゴ）
- エリック・ヘルナンデス（ブルーノ・マーズ）
- オーディ・デスブロウ（グレイト・ホワイト）
- ギル・シャロン（マリリン・マンソン）
- シーラ・E
- ジンジャー・ベイカー
- ダニエル・グラス（ブライアン・セッツァー・オーケストラ）
- テリー・ボジオ
- デイヴ・グロール（ニルヴァーナ、ゼム・クルックド・ヴァルチャーズ、フー・ファイターズ）
- ディラン・エリス（ブラッド・スウェット・アンド・ティアーズ）
- トラヴィス・バーカー（blink-182）
- ニール・パート（ラッシュ）
- パット・マステロット（キング・クリムゾン、Mr.ミスター）
- フランク・ズーモ（SUM 41）
- ブルックス・ワッカーマン（アヴェンジド・セヴンフォールド）
- Marina（元Aldious）
- ユーリ・ルーリー（MxPx）
- ロイ・マイヨルガ（ストーン・サワー）
- ロジャー・テイラー（クイーン）